# Bocoa mollis
Bocoa mollis är en ärtväxtart som först beskrevs av George Bentham, och fick sitt nu gällande namn av John Macqueen Cowan. Bocoa mollis ingår i släktet Bocoa och familjen ärtväxter.

## Underarter
Arten delas in i följande underarter:
- B. m. mollis
- B. m. piauhyensis